# Eleições autárquicas portuguesas de 2005 no distrito de Castelo Branco
| Eleições autárquicas portuguesas de 2005 Distritos: Aveiro \| Beja \| Braga \| Bragança \| Castelo Branco \| Coimbra \| Évora \| Faro \| Guarda \| Leiria \| Lisboa \| Portalegre \| Porto \| Santarém \| Setúbal \| Viana do Castelo \| Vila Real \| Viseu \| Açores \| Madeira |

## Resultados por Concelho
Os resultados nos Concelhos do Distrito de Castelo Branco foram os seguintes:

### Belmonte
| Partido                 | Partido                                                                | Votos | %               | +/-  | Vereadores | +/-     |
| ----------------------- | ---------------------------------------------------------------------- | ----- | --------------- | ---- | ---------- | ------- |
|                         | Partido Socialista                                                     | 2 391 | 52,54 / 100,00  | 3,07 | 3 / 5      | Estável |
|                         | Movimento Independente pelo Concelho de Belmonte (Apoiado por PPD/PSD) | 1 737 | 38,17 / 100,00  | Novo | 2 / 5      | Novo    |
|                         | Coligação Democrática Unitária                                         | 190   | 4,17 / 100,00   | 1,51 | 0 / 5      | Estável |
|                         | Bloco de Esquerda                                                      | 87    | 1,91 / 100,00   | -    | 0 / 5      | -       |
| Votos Inválidos         | Votos Inválidos                                                        | 146   | 3,21 / 100,00   | 1,02 |            |         |
| Total                   | Total                                                                  | 4 551 | 100,00 / 100,00 |      | 5 / 5      |         |
| Eleitorado/Participação | Eleitorado/Participação                                                | 6 148 | 74,02 / 100,00  | 2,21 |            |         |

### Castelo Branco
| Partido                 | Partido                        | Votos  | %               | +/-  | Vereadores | +/-     |
| ----------------------- | ------------------------------ | ------ | --------------- | ---- | ---------- | ------- |
|                         | Partido Socialista             | 20 170 | 68,67 / 100,00  | 2,03 | 6 / 7      | Estável |
|                         | Partido Social Democrata       | 5 590  | 19,03 / 100,00  | -    | 1 / 7      | -       |
|                         | Coligação Democrática Unitária | 1 022  | 3,48 / 100,00   | 0,62 | 0 / 7      | Estável |
|                         | Bloco de Esquerda              | 701    | 2,39 / 100,00   | 1,06 | 0 / 7      | Estável |
|                         | Partido Popular                | 560    | 1,91 / 100,00   | -    | 0 / 7      | -       |
|                         | Partido Popular Monárquico     | 81     | 0,28 / 100,00   | -    | 0 / 7      | -       |
| Votos Inválidos         | Votos Inválidos                | 1 247  | 4,24 / 100,00   | 0,49 |            |         |
| Total                   | Total                          | 29 371 | 100,00 / 100,00 |      | 7 / 7      |         |
| Eleitorado/Participação | Eleitorado/Participação        | 48 889 | 60,08 / 100,00  | 2,67 |            |         |

### Covilhã
| Partido                 | Partido                        | Votos  | %               | +/-  | Vereadores | +/-     |
| ----------------------- | ------------------------------ | ------ | --------------- | ---- | ---------- | ------- |
|                         | Partido Social Democrata       | 19 026 | 58,94 / 100,00  | 7,03 | 5 / 7      | 1       |
|                         | Partido Socialista             | 7 961  | 24,66 / 100,00  | 6,00 | 2 / 7      | 1       |
|                         | Coligação Democrática Unitária | 2 547  | 7,89 / 100,00   | 0,68 | 0 / 7      | Estável |
|                         | Bloco de Esquerda              | 649    | 2,01 / 100,00   | -    | 0 / 7      | -       |
|                         | Partido Popular                | 524    | 1,62 / 100,00   | 0,98 | 0 / 7      | Estável |
|                         | Partido Popular Monárquico     | 88     | 0,27 / 100,00   | -    | 0 / 7      | -       |
| Votos Inválidos         | Votos Inválidos                | 1 483  | 4,59 / 100,00   | 0,40 |            |         |
| Total                   | Total                          | 32 278 | 100,00 / 100,00 |      | 7 / 7      |         |
| Eleitorado/Participação | Eleitorado/Participação        | 49 674 | 64,98 / 100,00  | 0,95 |            |         |

### Fundão
| Partido                 | Partido                        | Votos  | %               | +/-  | Vereadores | +/-     |
| ----------------------- | ------------------------------ | ------ | --------------- | ---- | ---------- | ------- |
|                         | Partido Social Democrata       | 12 447 | 64,30 / 100,00  | 9,14 | 5 / 7      | Estável |
|                         | Partido Socialista             | 4 721  | 24,39 / 100,00  | 3,98 | 2 / 7      | Estável |
|                         | Coligação Democrática Unitária | 872    | 4,50 / 100,00   | 0,02 | 0 / 7      | Estável |
|                         | Partido Popular                | 430    | 2,22 / 100,00   | -    | 0 / 7      | -       |
| Votos Inválidos         | Votos Inválidos                | 887    | 4,58 / 100,00   | 0,88 |            |         |
| Total                   | Total                          | 19 357 | 100,00 / 100,00 |      | 7 / 7      |         |
| Eleitorado/Participação | Eleitorado/Participação        | 29 102 | 66,51 / 100,00  | 4,47 |            |         |

### Idanha-a-Nova
| Partido                 | Partido                        | Votos  | %               | +/-  | Vereadores | +/-     |
| ----------------------- | ------------------------------ | ------ | --------------- | ---- | ---------- | ------- |
|                         | Partido Socialista             | 4 425  | 53,10 / 100,00  | 7,27 | 4 / 7      | Estável |
|                         | Partido Social Democrata       | 3 108  | 37,29 / 100,00  | 8,45 | 3 / 7      | Estável |
|                         | Coligação Democrática Unitária | 200    | 2,40 / 100,00   | 0,79 | 0 / 7      | Estável |
|                         | Partido Popular                | 177    | 2,12 / 100,00   | 0,54 | 0 / 7      | Estável |
| Votos Inválidos         | Votos Inválidos                | 424    | 5,09 / 100,00   | 0,15 |            |         |
| Total                   | Total                          | 8 334  | 100,00 / 100,00 |      | 7 / 7      |         |
| Eleitorado/Participação | Eleitorado/Participação        | 11 163 | 74,66 / 100,00  | 0,08 |            |         |

### Oleiros
| Partido                 | Partido                        | Votos | %               | +/-  | Vereadores | +/-     |
| ----------------------- | ------------------------------ | ----- | --------------- | ---- | ---------- | ------- |
|                         | Partido Social Democrata       | 3 348 | 74,48 / 100,00  | 9,87 | 4 / 5      | Estável |
|                         | Partido Socialista             | 776   | 17,26 / 100,00  | 8,56 | 1 / 5      | Estável |
|                         | Coligação Democrática Unitária | 91    | 2,02 / 100,00   | 1,37 | 0 / 5      | Estável |
| Votos Inválidos         | Votos Inválidos                | 280   | 6,23 / 100,00   | 2,62 |            |         |
| Total                   | Total                          | 4 495 | 100,00 / 100,00 |      | 5 / 5      |         |
| Eleitorado/Participação | Eleitorado/Participação        | 6 993 | 64,28 / 100,00  | 4,12 |            |         |

### Penamacor
| Partido                 | Partido                        | Votos | %               | +/-   | Vereadores | +/-     |
| ----------------------- | ------------------------------ | ----- | --------------- | ----- | ---------- | ------- |
|                         | Partido Socialista             | 2 704 | 56,45 / 100,00  | 22,83 | 3 / 5      | 1       |
|                         | PSD-CDS-PPM-MPT                | 1 664 | 34,74 / 100,00  | -     | 2 / 5      | -       |
|                         | Coligação Democrática Unitária | 163   | 3,40 / 100,00   | 2,33  | 0 / 5      | Estável |
| Votos Inválidos         | Votos Inválidos                | 259   | 5,41 / 100,00   | 0,03  |            |         |
| Total                   | Total                          | 4 790 | 100,00 / 100,00 |       | 5 / 5      |         |
| Eleitorado/Participação | Eleitorado/Participação        | 6 515 | 73,52 / 100,00  | 1,22  |            |         |

### Proença-a-Nova
| Partido                 | Partido                        | Votos | %               | +/-   | Vereadores | +/-     |
| ----------------------- | ------------------------------ | ----- | --------------- | ----- | ---------- | ------- |
|                         | Partido Socialista             | 3 789 | 58,17 / 100,00  | 29,88 | 3 / 5      | 2       |
|                         | Partido Social Democrata       | 2 129 | 32,68 / 100,00  | 17,81 | 2 / 5      | 1       |
|                         | Partido Popular                | 266   | 4,08 / 100,00   | 10,77 | 0 / 5      | 1       |
|                         | Partido da Nova Democracia     | 112   | 1,72 / 100,00   | Novo  | 0 / 5      | Novo    |
|                         | Coligação Democrática Unitária | 21    | 0,32 / 100,00   | 1,34  | 0 / 5      | Estável |
| Votos Inválidos         | Votos Inválidos                | 197   | 3,03 / 100,00   | 1,67  |            |         |
| Total                   | Total                          | 6 514 | 100,00 / 100,00 |       | 5 / 5      |         |
| Eleitorado/Participação | Eleitorado/Participação        | 8 831 | 73,76 / 100,00  | 5,84  |            |         |

### Sertã
| Partido                 | Partido                        | Votos  | %               | +/-   | Vereadores | +/-     |
| ----------------------- | ------------------------------ | ------ | --------------- | ----- | ---------- | ------- |
|                         | Partido Socialista             | 5 527  | 51,73 / 100,00  | 21,86 | 4 / 7      | 1       |
|                         | Partido Social Democrata       | 4 040  | 37,81 / 100,00  | 8,21  | 3 / 7      | 1       |
|                         | Partido Popular                | 530    | 4,96 / 100,00   | 1,18  | 0 / 7      | Estável |
|                         | Bloco de Esquerda              | 140    | 1,31 / 100,00   | -     | 0 / 7      | -       |
|                         | Coligação Democrática Unitária | 38     | 0,36 / 100,00   | 0,46  | 0 / 7      | Estável |
| Votos Inválidos         | Votos Inválidos                | 410    | 3,84 / 100,00   | 0,09  |            |         |
| Total                   | Total                          | 10 685 | 100,00 / 100,00 |       | 7 / 7      |         |
| Eleitorado/Participação | Eleitorado/Participação        | 15 638 | 68,33 / 100,00  | 1,59  |            |         |

### Vila de Rei
| Partido                 | Partido                        | Votos | %               | +/-   | Vereadores | +/-     |
| ----------------------- | ------------------------------ | ----- | --------------- | ----- | ---------- | ------- |
|                         | Partido Social Democrata       | 1 543 | 62,57 / 100,00  | 14,22 | 4 / 5      | 1       |
|                         | Partido Popular                | 570   | 23,11 / 100,00  | 7,65  | 1 / 5      | 1       |
|                         | Partido Socialista             | 154   | 6,24 / 100,00   | 6,73  | 0 / 5      | Estável |
|                         | Coligação Democrática Unitária | 57    | 2,31 / 100,00   | 1,17  | 0 / 5      | Estável |
| Votos Inválidos         | Votos Inválidos                | 142   | 5,75 / 100,00   | 1,03  |            |         |
| Total                   | Total                          | 2 466 | 100,00 / 100,00 |       | 5 / 5      |         |
| Eleitorado/Participação | Eleitorado/Participação        | 3 216 | 76,68 / 100,00  | 2,29  |            |         |

### Vila Velha de Ródão
| Partido                 | Partido                        | Votos | %               | +/-  | Vereadores | +/-     |
| ----------------------- | ------------------------------ | ----- | --------------- | ---- | ---------- | ------- |
|                         | Partido Socialista             | 1 652 | 56,95 / 100,00  | 1,59 | 3 / 5      | Estável |
|                         | Partido Social Democrata       | 997   | 34,37 / 100,00  | 0,76 | 2 / 5      | Estável |
|                         | Coligação Democrática Unitária | 120   | 4,14 / 100,00   | 2,12 | 0 / 5      | Estável |
| Votos Inválidos         | Votos Inválidos                | 132   | 4,55 / 100,00   | 2,10 |            |         |
| Total                   | Total                          | 2 901 | 100,00 / 100,00 |      | 5 / 5      |         |
| Eleitorado/Participação | Eleitorado/Participação        | 3 815 | 76,04 / 100,00  | 4,02 |            |         |